# Унак
Унак (фр. Aunac) насеље је и општина у западној Француској у региону Поату-Шарант, у департману Шарант која припада префектури Ангулем.
По подацима из 2011. године у општини је живело 358 становника, а густина насељености је износила 75,05 становника/km². Општина се простире на површини од 4,77 km². Налази се на средњој надморској висини од 94 метара (максималној 104 m, а минималној 64 m).

## Демографија
| 1962. | 1968. | 1975. | 1982. | 1990. | 1999. | 2011. |
| ----- | ----- | ----- | ----- | ----- | ----- | ----- |
| 296   | 318   | 317   | 327   | 292   | 297   | 358   |

График промене броја становника у току последњих година